# Route nationale 754
Pour les articles homonymes, voir Route 754.
La route nationale 754 ou RN 754 était une route nationale française reliant Falleron à Saint-Gilles-Croix-de-Vie. À la suite de la réforme de 1972, elle a été déclassée en RD 754.

## Ancien tracé de Falleron à Saint-Gilles-Croix-de-Vie (D 754)
- Falleron
- Saint-Christophe-du-Ligneron
- Commequiers
- Le Fenouiller
- Saint-Gilles-Croix-de-Vie